# Lago di Negrisiola
Il lago di Negrisiola è il lago più meridionale fra i tre che caratterizzano la val Lapisina nel territorio di Vittorio Veneto (provincia di Treviso). Salendo lungo la SS 51 d'Alemagna verso la sella di Fadalto, il lago si trova poco dopo lo svincolo per il casello  Vittorio Veneto Nord della autostrada A27, sulla destra rispetto all'asse stradale; esso precede il lago del Restello e infine il lago Morto.
Di forma molto allungata, tanto da sembrare un allargamento del suo immissario Meschio, non è visibile dai viadotti della A27 che lo sovrastano sulla destra idrografica della valle.